# Daman und Diu

Lage von Daman und Diu in Indien

Daman und Diu (Gujarati: દમણ અને દીવ Damaṇ ane Dīv, englisch: Daman and Diu, portugiesisch: Damão e Diu) war ein Unionsterritorium in Indien. Es bestand aus den beiden nicht miteinander verbundenen Gebieten Daman und Diu, die beide an der Westküste Indiens liegen und an den Bundesstaat Gujarat grenzen. Das Unionsterritorium hatte rund 240.000 Einwohner auf einer Fläche von ca. 111 km². Die Hauptstadt war Daman.
Daman und Diu waren vom 16. Jahrhundert bis 1961 ein Teil Portugiesisch-Indiens. Seit ihrem Anschluss an Indien wurden sie als Unionsterritorium direkt durch die indische Zentralregierung verwaltet. Am 26. Januar 2020 wurde es mit dem Unionsterritorium Dadra und Nagar Haveli zum Unionsterritorium Dadra und Nagar Haveli und Daman und Diu zusammengelegt. Daman wurde Hauptstadt des neuen Unionsterritoriums.

## Lage

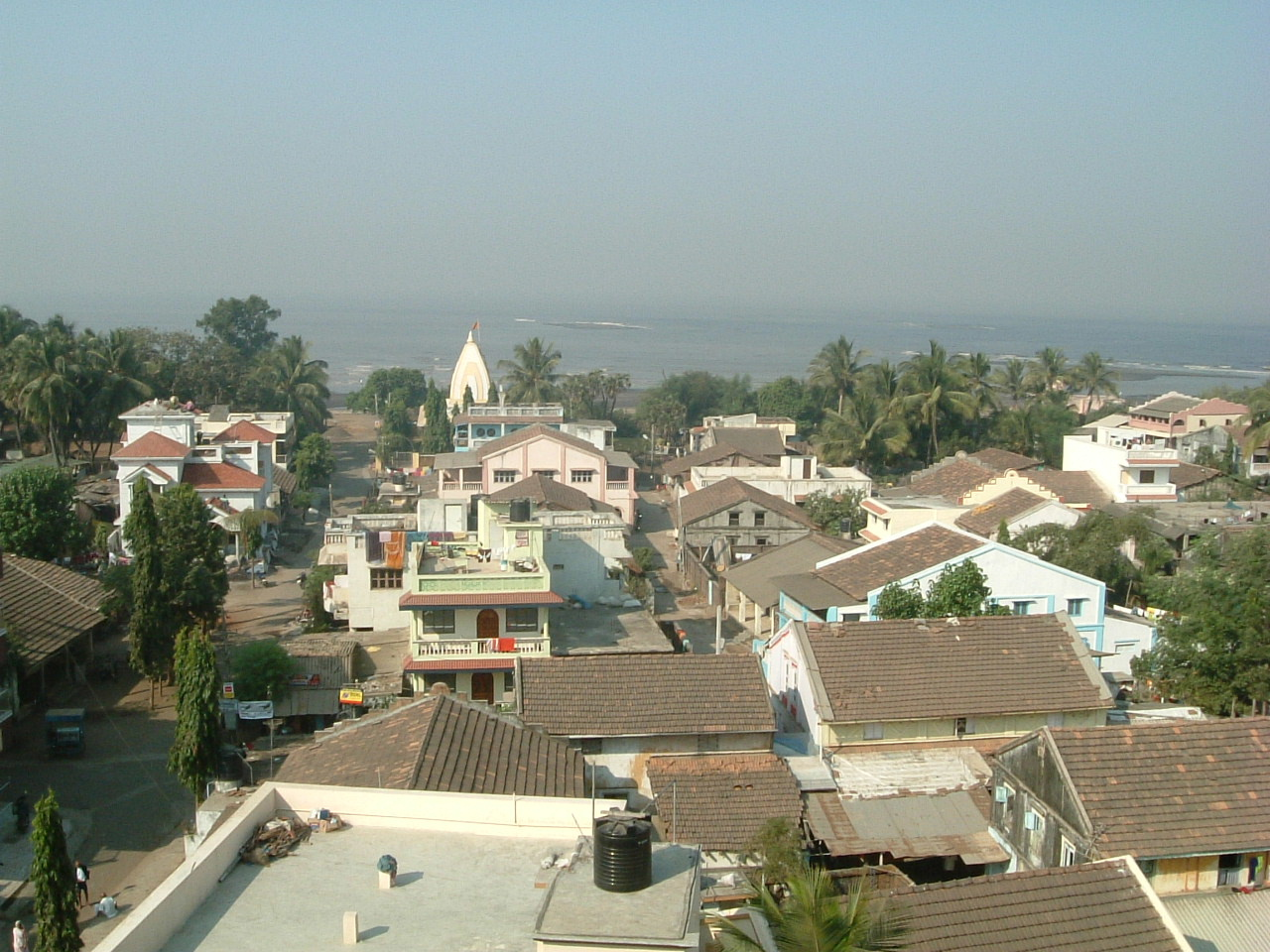
Blick auf Daman

Blick auf Diu

Das Unionsterritorium Daman und Diu bestand aus den beiden nicht miteinander verbundenen Gebieten Daman und Diu. Beide liegen im Westen Indiens an der Küste des Arabischen Meeres rund 200 km Luftlinie voneinander entfernt. Daman liegt am Eingang des Golfs von Khambhat an der Mündung des Flusses Damanganga, Diu auf einer der Halbinsel Kathiawar vorgelagerten Insel. Sowohl Daman als auch Diu werden vom Gebiet des Bundesstaates Gujarat umgeben. Diu grenzt an den Distrikt Junagadh, Daman an den Distrikt Valsad Gujarats. Nur rund 20 km landeinwärts von Daman, aber durch einen zu Gujarat gehörenden Landstreifen getrennt, liegt der Distrikt Dadra und Nagar Haveli, ebenfalls eine ehemalige portugiesische Kolonie, der vor der Zusammenlegung mit Daman und Diu ein eigenständiges Unionsterritorium war.
Daman und Diu hat eine Fläche von insgesamt ca. 111 km². Hiervon entfallen etwa 72 km² auf Daman und knapp 39 km² auf Diu. Die beiden einzigen Städte sind die namensgebenden Orte Daman und Diu.

## Bevölkerung

### Demografie
Gemäß der indischen Volkszählung hatte das Unionsterritorium Daman und Diu im Jahr 2011 insgesamt 242.911 Einwohner. Das Unionsterritorium ist stark urbanisiert: 75,2 % der Einwohner leben in Städten. Entsprechend hoch ist die Bevölkerungsdichte mit 2.169 Einwohnern pro Quadratkilometer. Das Bevölkerungswachstum Damans und Dius ist deutlich höher als in umliegenden Gebieten, was sich vor allem durch die Zuwanderung aus anderen Gebieten Indiens erklärt. Zwischen 2001 und 2011 nahm die Einwohnerzahl des Unionsterritoriums um 53,5 % zu. Die Einwanderung von (vorwiegend männlichen) Arbeitsmigranten erklärt auch das extrem unausgewogene Geschlechterverhältnis: Auf 1000 Männer kommen in Daman und Diu nur 618 Frauen. Damit verzeichnet Daman und Diu den größten Männerüberschuss aller indischen Bundesstaaten und Unionsterritorien. Die Alphabetisierungsquote Damans und Dius liegt mit 87,1 % deutlich über dem gesamtindischen Durchschnitt von 74,0 %.

### Sprachen
Die Hauptsprache Damans und Dius ist wie im umliegenden Gujarat das Gujarati. Es wird von 69 Prozent der Bevölkerung des Unionsterritoriums als Muttersprache gesprochen. Unter der eingewanderten Bevölkerung sind Hindi (20 Prozent), Marathi (4 Prozent) und eine Reihe weiterer Sprachen, die insgesamt 7 Prozent ausmachen, verbreitet. Englisch spielt wie in ganz Indien eine wichtige Rolle als Verkehrs- und Bildungssprache. Das früher verbreitete Portugiesisch hat seit Ende der Kolonialzeit an Bedeutung verloren. Im Aussterben befinden sich die zwei Kreolsprachen mit portugiesisch-basiertem Wortschatz, Língua da Casa (Daman) und Língua dos Velhos (Diu). Diese Sprachen wurden vor allem unter der christlichen Bevölkerung des Gebietes gesprochen.

### Religionen
Unter den Einwohnern Damans und Dius stellen Hindus mit 91 Prozent (Volkszählung 2011) die große Mehrheit. Die muslimische Minderheit macht 8 Prozent der Bevölkerung aus. Trotz der historisch starken christlichen Prägung durch die portugiesische Kolonialzeit sind Christen heute mit etwas über 1 Prozent nur eine kleine Minderheit.

## Wirtschaft
Sowohl Daman als auch Diu leben in hohem Maße vom Fischfang und vom Tourismus. Im Gegensatz zum benachbarten Gujarat gilt für beide Gebiete kein Alkoholverbot. Außerdem verfügen beide Territorien über schöne Sandstrände.

## Verwaltungsgliederung
Das Unionsterritorium Daman und Diu bestand aus den beiden Distrikten Daman und Diu. Diese bestehen seit der Fusion mit Dadra und Nagar Haveli weiterhin.

## Geschichte

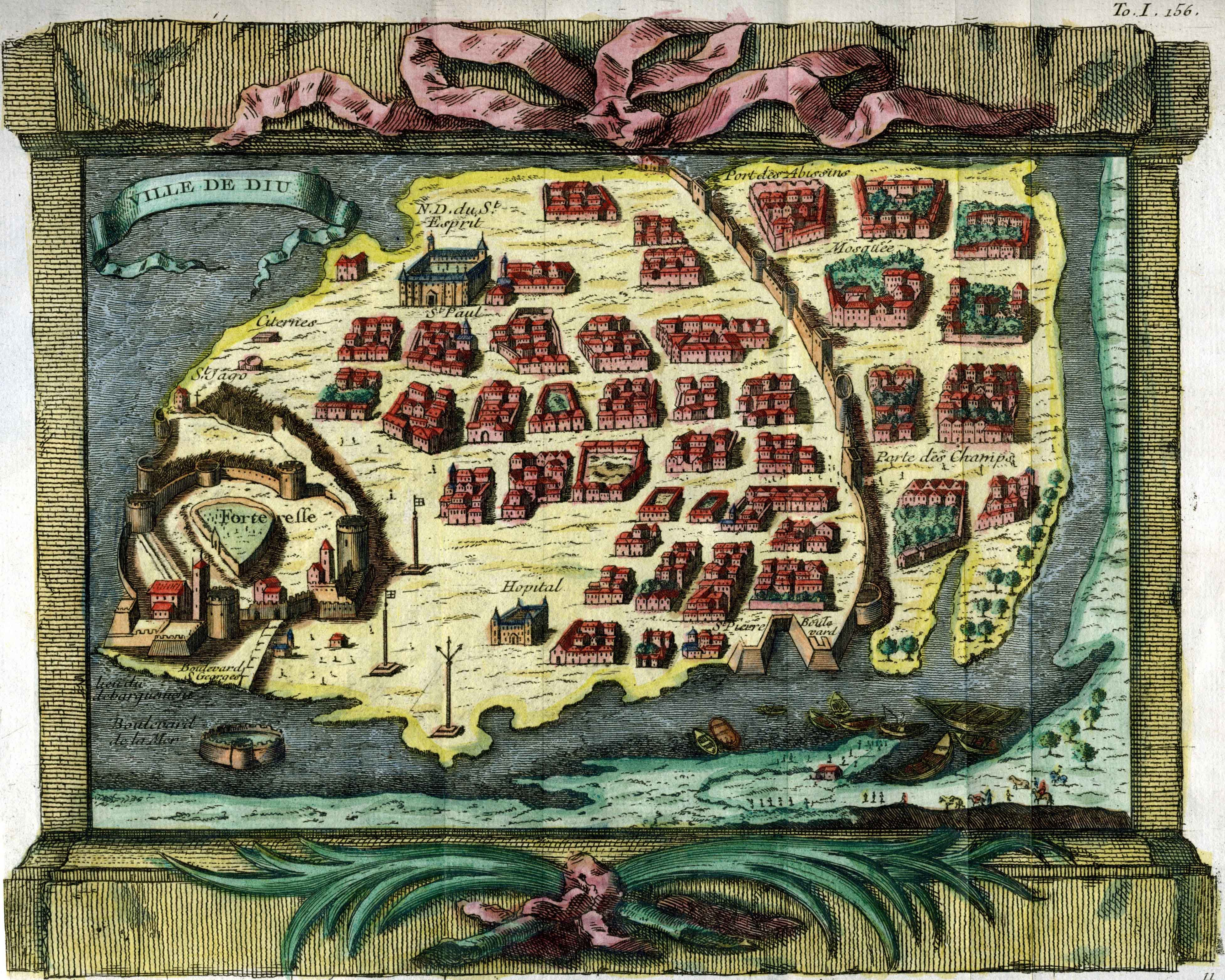
Karte von Diu, 1750

Daman und Diu sind ehemalige portugiesische Kolonien. Diu kam 1535, Daman im Jahr 1558 unter die Kontrolle Portugals.
Zum Zeitpunkt der indischen Unabhängigkeit 1947 bestand Portugiesisch-Indien noch aus Goa, Daman und Diu sowie Dadra und Nagar Haveli, das bis zur Machtübernahme durch indische Nationalisten 1954 als Exklave zu Daman gehörte. 1961 annektierte Indien in einer Militäroperation die verbliebenen portugiesischen Besitzungen. Im Jahr darauf wurde aus ihnen das Unionsterritorium Goa, Daman und Diu gebildet. Portugal erkannte die Annexion aber erst 1974 nach dem Sturz der Diktatur in der Nelkenrevolution an. Daman und Diu wurde 1987 zum Unionsterritorium, als Goa als eigenständiger Bundesstaat aus den bundesunmittelbaren Gebieten herausgenommen wurde. 2020 wurde es mit dem Unionsterritorium Dadra und Nagar Haveli zusammengelegt.

## Sehenswürdigkeiten
In beiden Territorien hat sich noch kolonialzeitliches Flair erhalten, welches sich insbesondere im regelmäßigen Straßenbild und auch in den großen Kirchenbauten widerspiegelt.